# 哈立德 (阿尔及利亚音乐家)
哈立德·哈吉·易卜拉欣（羅馬化：Khaled Hadj Ibrahim [ˈxaːled ħaːd͡ʒ ɪbraːˈhiːm]；1960年2月29日—）艺名哈立德（又译卡利德，羅馬化：Khaled），是阿尔及利亚的通俗音乐歌手、音乐家和作曲家。他于青年时期以海布·哈立德（羅馬化：Cheb Khaled）的艺名出道，“海布”是阿拉伯语中对青年男性通俗乐手的称呼。
哈立德是阿尔及利亚通俗音乐（籁乐）历史中最重要的乐手之一，被吉尼斯世界纪录认证为最畅销的籁乐艺术家。他在阿尔及利亚和阿拉伯世界拥有极高知名度，截至2021年，哈立德专辑全球总销量已突破8000万（包括10张钻石、铂金和金牌认证专辑），令他成为阿拉伯世界专辑销量最高的音乐家，并通过法国逐渐在欧洲音乐市场建立知名度。著名歌曲包括《艾伊莎》、《滴滴》、《阿卜杜·卡迪尔》、《会摇头的洋娃娃》、《这就是生活》等。